# Philip Anyolo
Philip Arnold Subira Anyolo (ur. 18 maja 1956 w Tongaren) – kenijski duchowny rzymskokatolicki, arcybiskup Kisumu w latach 2018–2021, arcybiskup Nairobi od 2021.